# 迪丽贝·韦尔特基
迪丽贝·韦尔特基（Diribe Welteji，2002年5月13日—），埃塞俄比亚女子田径运动员，2018年世界U20田径锦标赛女子800米金牌得主、2021年世界U20田径锦标赛女子1500米银牌得主、2023年世界田径锦标赛女子1500米银牌得主。